# Јурика (Тексас)
Јурика (енгл. Eureka) град је у америчкој савезној држави Тексас. По попису становништва из 2010. у њему је живело 307 становника.

## Демографија
Према попису становништва из 2010. у граду је живело 307 становника, што је 33 (9,7%) становника мање него 2000. године.
| Група             | 2000.       | 2010.       |
| Белци             | 326 (95,9%) | 278 (90,6%) |
| Афроамериканци    | 8 (2,4%)    | 14 (4,6%)   |
| Азијати           | 0 (0,0%)    | 0 (0,0%)    |
| Хиспаноамериканци | 1 (0,3%)    | 10 (3,3%)   |
| Укупно            | 340         | 307         |